# Арабская мафия в Берлине
Арабская мафия (также известна как арабские большие семьи, арабские кланы или курдско-ливанские кланы) — условное название организованной преступности, состоящей преимущественно из проживающих в Берлине арабов и арабоязычных курдов мхаллами. Костяк арабских кланов, орудующих в столице Германии, составляют выходцы из Ливана (в том числе курды и палестинцы); кроме того, на банды работают сирийцы, турки, чеченцы и албанцы. Фактически арабская мафия держит под своим контролем большую часть организованной преступности Берлина, особенно такие сферы, как торговля наркотиками, проституция, рэкет, мошенничество, грабежи, кражи, выбивание долгов, контроль ночных клубов и игорных салонов. Арабские кланы Берлина тесно сотрудничают с арабскими криминальными группировками Бремена, Гамбурга, Люнебурга, Хильдесхайма, Дуйсбурга, Эссена, Дортмунда, Дюссельдорфа, Бейрута и долины Бекаа.
По состоянию на 2019 год основными конкурентами арабских кланов Берлина были группировки байкеров и «русской мафии», которая состоит преимущественно из чеченцев и других выходцев с Кавказа. Вокруг этих трёх центров организованной преступности Берлина действовали более мелкие криминальные бригады выходцев из Турции, Болгарии, Сербии, Украины, Польши и стран Прибалтики.

## История
В начале XX века значительные группы курдов, арабов, армян и ассирийцев бежали из юго-восточной Турции (главным образом из Мардина и Савура) в Ливан, спасаясь от притеснений османских властей. Начиная с 1970-х годов, особенно после начала жестокой гражданской войны, большие курдские и палестинские семьи стали перебираться из Ливана в Германию, оседая в крупных немецких городах, и прежде всего в Западном Берлине. Они скупали недорогое жильё, основывали семейные предприятия и постепенно перевозили с родины многочисленных родственников. Арабские кланы подчиняли своему влиянию бизнес соотечественников и других мигрантов, вымогая деньги за «защиту» с магазинов, кафе, кальянных («шиша-баров»), парикмахерских, автомастерских, прачечных и небольших гостиниц. Главенствующую роль среди арабской мафии захватили говорившие на арабском языке курды мхаллами (выходцы из Бейрута и Мардина), которые отличались сильной сплочённостью и взаимовыручкой. Они слабо интегрировались в немецкое общество, держались особняком и ориентировались лишь на свои семейные кланы.
Многие члены арабских кланов придерживаются строгих норм шариата, из-за чего отказываются иметь дело с проститутками или порнографией. Жёсткие правила царят и в арабоязычных семьях, особенно это касается женщин. 1 сентября 2008 года на парковке у автобана была найдена мёртвой 20-летняя Иптехаль Аль-Зейн из влиятельного арабского клана Аль-Зейн. Позже за убийство Иптехаль были осуждены её дядя Хуссейн, брат Хуссейн и кузен Эззедин. Семейный совет клана Аль-Зейн решил убить Иптихаль за якобы «недостойное поведение», которое противоречило нормам ислама (в частности, она против воли семьи встречалась с турком).
В июле 2017 года в Германии вступил в силу закон, сильно ударивший по имущественным интересам арабских кланов Берлина. Отныне полицейские могли арестовывать недвижимость, денежные средства и автомобили, после чего подозреваемый должен был доказать их легальное происхождение. Ранее, даже если полицейские задерживали человека, получавшего от государства социальное пособие, а затем обнаруживали у него крупные суммы денег, то бремя доказательств лежало на них.
В июле 2018 года берлинская полиция арестовала 77 объектов недвижимости, принадлежавшей большому арабскому клану Реммо. Члены этого клана подозревались в отмывании преступных доходов, кражах и грабежах. В число объектов общей стоимостью свыше 9 млн евро входили застроенные земельные участки в Берлине и окрестностях.
В сентябре 2018 года в парке берлинского района Темпельхоф был застрелен ливанский криминальный авторитет Нидаль Раби, входивший в состав разветвлённого арабского клана Абу-Шакер. По одной версии, убийство Раби стало местью за смерть другого криминального авторитета — Семми, которого зарезали несколькими днями ранее. Согласно другой версии, Раби застрелили за то, что его люди ранее обстреляли бар в Кройцберге, принадлежавший другому могущественному арабскому клану — Реммо. На похоронах Раби собралось около 2 тыс. человек из числа арабских, курдских, турецких, албанских и чеченских кланов.
К началу 2019 года ярко проявилась тенденция выхода чеченцев из-под крыла некогда могущественных арабских кланов. Если раньше чеченцы преимущественно работали на арабские кланы, то со временем их бригады обособились и даже начали теснить бывших «патронов» во многих криминальных сферах. 21 марта 2019 года в центре Берлина, в районе площади Александерплатц, произошла массовая драка сторонников двух враждующих между собой блогеров — Thatsbekir и Бахара аль Амуда (последний принадлежит к влиятельному арабскому мафиозному клану). На встречу прибыло около 400 молодых мужчин, непосредственно в драке принимало участие около 50 человек, из которых девять были задержаны.

## География

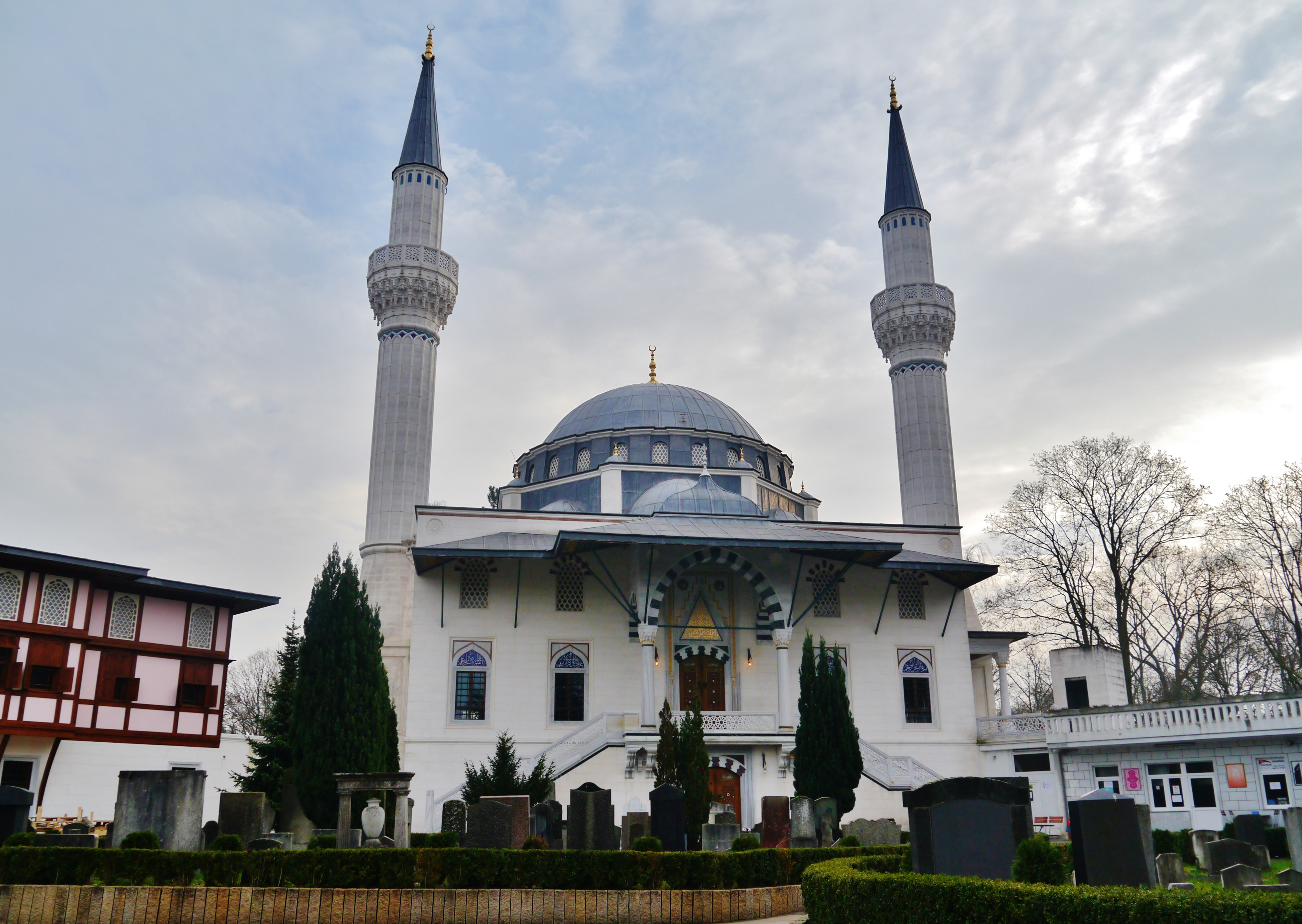
Мечеть Шехитлик

Районами наибольшей активности арабской мафии в Берлине являются Нойкёльн, Шёнеберг, Кройцберг, Митте, Моабит, Веддинг, Шарлоттенбург, Шпандау и Букков. Кроме того, арабская мафия влиятельна в тюрьмах Германии, где имеются значительные арабские, курдские и турецкие землячества (особенно в берлинских тюрьмах Моабит, Тегель и Гейдеринг).
Многие члены арабских больших семей посещают турецкую мечеть Шехитлик в берлинском районе Нойкёльн. Некоторые члены кланов похоронены на мусульманском кладбище, которое раскинулось вокруг мечети. Также берлинские арабы посещают мечеть Аль-Нур в Нойкёльне, мечеть Умара ибн-аль-Хаттаба в Кройцберге, мечеть Ибрагима аль-Халиля в Темпельхофе, мечеть Ас-Сахаба в Веддинге и мечеть Мевлана в Кройцберге. Некоторые из этих мечетей немецкие власти причисляют к салафитским.
В 2019 году обострился конфликт между арабскими кланами и «русской мафией» (выходцы с Северного Кавказа) за контроль над уличной торговлей на площади возле станции метро «Котбусер Тор» в районе Кройцберг.

## Сферы деятельности
Арабские кланы промышляют в Берлине оптовой и уличной торговлей наркотиками, квартирными кражами, угонами автомобилей, ограблениями торговых и финансовых учреждений, торговлей оружием и боеприпасами, нападениями на конкурентов и должников, «крышеванием» овощных магазинов и закусочных, где готовят шаурму. Они контролируют уличную проституцию и небольшие бордели в квартирах, собирая дань не только с проституток, но и с румынских, болгарских, албанских и немецких сутенёров. Также арабы промышляют различными видами мошенничества со страховками и прокатными автомобилями. Полученные преступным путём доходы группировки отмывают через подставные фирмы, скупая земельные участки, жилые здания и коммерческую недвижимость. Арабские кланы целенаправленно вербуют в свои ряды беженцев из Сирии и Северной Африки, которые содержатся во временных лагерях и общежитиях для мигрантов.
Также арабские кланы Берлина вовлечены в обширную сеть торговцев людьми: они обеспечивают нелегальных мигрантов фальшивыми документами, ищут им работу, а затем забирают значительную часть зарплаты в счёт погашения долга. Благодаря собственным средствам или инвестициям партнёров из Ливана, арабские семьи скупают в Берлине многоквартирные дома, превращая их в общежития для беженцев, покупают рестораны, кальянные и ночные клубы, вкладывают средства в большие строительные проекты. Нередко арабские кланы (особенно курдско-ливанского происхождения) вступают в вооружённую борьбу с конкурентами из числа турецких курдов, турок, чеченцев, косовских албанцев или румынских цыган. Также члены арабских кланов или нанятые ими боевики из других этнических группировок Берлина угрожают полицейским, прокурорам, судьям и адвокатам, подкупают, запугивают или похищают свидетелей обвинения.
Имеются сведения, что арабские кланы Берлина могут вербовать сторонников среди молодых курсантов и полицейских арабского происхождения.

## Структура
По состоянию на 2016 год, в Берлине имелось около 20 арабских семейных кланов, в каждом из которых десятки родственников занимались криминальным бизнесом. Почти все члены кланов связаны между собой родственными узами — являются братьями, кузенами, зятьями или шуринами. Конфликты между кланами решаются через авторитетных «старейшин» (имамов, глав семей, «третейских судей»), которые стараются избежать кровопролития и налагают на виновных денежные штрафы. Например, чтобы не допустить кровной мести за увечья или ножевое ранение виновный может заплатить 100 тыс. евро, а за убийство — до 1 млн евро.
В арабских кланах считается нормой отбыть наказание в тюрьме, у вышедшего на волю члена клана автоматически повышается статус в криминальной иерархии. Пока член клана сидит в тюрьме, его сообщники на воле обязаны полностью обеспечивать его семью, а когда тот освобождается преподносят ему «подъёмные». Браки стараются заключать или внутри клана, или с представителями другого клана для создания альянса (нередко по решению старейшин невест привозят из Ливана или Турции).
Наиболее влиятельными являются кланы ливанских курдов и палестинцев — Абу-Шакер, Аль-Зейн, Реммо, Мири, Омейрат, Фахро и Осман.

### Абу-Шакер
Наиболее влиятельной берлинской семьёй является палестинский клан Абу-Шакер, возглавляемый Нассером Абу-Шакером и его братьями Али, Арафатом, Роммелем, Мохаммедом и Яссером. Родители братьев Абу-Шакер родились в лагере палестинских беженцев в ливанской долине Бекаа, а в середине 1970-х годов перебрались в Германию. Клан насчитывает до 300 членов и имеет отделения в Ливане и Копенгагене. Члены клана Абу-Шакер промышляют рэкетом магазинов, кафе и борделей, кражами и ограблениями, выбиванием «долгов», контролируют уличную торговлю наркотиками и проституцию, а также занимаются торговлей оружием и отмыванием денег.
Под контролем клана Абу-Шакер находятся часть Нойкёльна, улица Курфюрстенштрассе в районе Шёнеберг и квартал красных фонарей на улице Ораниенбургер-штрассе в районе Митте. В июле 2009 года полиция арестовала Нассера Абу-Шакера в его квартире в Нойкёльне по обвинению в сутенёрстве и торговле людьми. В марте 2010 года люди Мохаммеда Абу-Шакера («Момо») ограбили на 240 тыс. евро покерный турнир в берлинском отеле Grand Hyatt, за что позже «Момо» был осуждён на семь лет.
Весной 2018 года возник конфликт между знаменитым рэпером Bushido и его бывшем партнёром Арафатом Абу-Шакером (какое-то время они совместно занимались музыкальным бизнесом и недвижимостью). Опасаясь за свою жизнь, Bushido сблизился с главарём другого могущественного клана Ашрафом Реммо. В июне 2018 года неизвестные обстреляли ресторан Арафата «Papa Ari» в Нойкёльне. Вскоре берлинская полиция провела облавы против членов клана Реммо и арестовала 77 объектов недвижимости, принадлежавших этой семье. Осенью 2018 года в Берлине был застрелен авторитет Нидаль Раби, работавший на братьев Абу-Шакер.
В августе 2020 года в Земельном суде Берлина начался суд против Арафата Абу-Шакера и трёх его братьев. Свидетелем по этому делу проходил рэпер Bushido.

### Аль-Зейн
Клан Аль-Зейн (Эль-Зейн) влиятелен в Берлине (особенно в районах Нойкёльн и Шарлоттенбург), Рурской области (преимущественно в Эссене и Дуйсбурге), Дюссельдорфе, имеет связи среди ливанцев Ближнего Востока и Южной Америки. Костяк клана составляют арабоязычные курды, корни которых тянутся из юго-восточной Анатолии (изначально они бежали из Мардина в Бейрут, а оттуда в 1970-х и 1980-х годах — в Германию). Члены клана промышляют нелегальной торговлей наркотиками (каналы из Нидерландов и Ливана), рецептурными лекарствами и сигаретами, «крышеванием» мелких и средних предпринимателей, грабежами, магазинными и квартирными кражами, выбиванием долгов, мошенничеством, отмыванием денег, контролируют проституцию и ночные клубы вокруг площади Штутгартер-плац, салоны подержанных автомобилей, бары, кальянные, рестораны, игорные салоны и пункты спортивных ставок, сдают внаем квартиры беженцам.
В 2005 году в Берлине был арестован главарь клана Махмуд Аль-Зейн по кличке «Президент» (позже его осудили на четыре года за торговлю наркотиками, после отбытия срока из-за полицейского прессинга он перебрался с семьёй из Берлина в Северный Рейн-Вестфалию). В январе 2007 года в Дюссельдорфе были задержаны пять членов семьи Аль-Зейн, которые вымогали деньги у земляков за «защиту». В декабре 2014 года, накануне Рождества, члены клана Аль-Зейн ограбили ювелирный магазин в берлинском универмаге KaDeWe на сумму свыше 800 тыс. евро. В апреле 2016 года в ходе масштабной спецоперации полиция арестовала в районе Нойкёльн восемь членов клана Аль-Зейн, которых обвиняли в грабежах, хранении оружия и причастности к планированию убийства.
В декабре 2017 года почти на семь лет был осуждён авторитет Заки Аль-Зейн, признанный судом виновным в подстрекательстве к убийству и организации ограбления KaDeWe (ранее за непосредственное участие в ограблении были осуждены его сыновья Джехад и Хамза Аль-Зейн). Фактически, после отъезда Махмуда Аль-Зейна именно Заки Аль-Зейн и его кузен Аднан руководили берлинским крылом клана. Они имели долю со всех криминальных операций и давали приказы на устранение «виновных».
По состоянию на 2018 год наиболее авторитетным членом клана был Джамал Аль-Зейн, выступавший в качестве «судьи» во время разрешения конфликтов и споров. В 2019 году члены клана Аль-Зейн наехали на немецкого рэпера Capital Bra, потребовав у него 500 тыс. долларов и долю с доходов (артиста выслеживали нанятые кланом чеченцы).

### Реммо
Берлинский клан Реммо (Раммо) насчитывает свыше 500 человек, во главе которых стоят братья Исса и Ашраф Реммо (всего у Иссы 15 братьев и сестёр, а также 13 детей). Костяк клана составляют арабоязычные курды мхаллами, предки которых бежали из Мардина сначала в Ливан, а затем оттуда в Западную Германию. Члены клана промышляют вымогательством у предпринимателей денег за «защиту», выбиванием долгов, грабежами, квартирными кражами, угонами автомобилей, розничной торговлей наркотиками, они отмывают «грязные деньги», вкладывая их в жилую и коммерческую недвижимость в Германии и Ливане, а также имеют обширные связи в музыкальном мире (к семье Реммо близки известные немецкие рэперы Bushido и Massiv). Верхушка клана Реммо контролирует в районах Нойкёльн, Бриц, Букков, Шарлоттенбург и Вильмерсдорф ночные клубы, кальянные («шиша-бары»), магазины, закусочные, автомобильные салоны и авторемонтные мастерские, формально записанные на родственников, соседей или любовниц. Кроме того, Исса Реммо владел отелем на балтийском побережье Польши.
В 1992 году два брата из семьи Реммо застрелили в Шёнеберге выходца из Югославии, владевшего рестораном, и тяжело ранили ещё одного человека. Во время обыска полиция обнаружила в квартире братьев героин и ливанские бланки свидетельств о рождении. В декабре 2008 года в автокатастрофе погибли братья Ибрагим и Биляль Реммо, известные берлинской полиции как грабители-рецидивисты. Они ограбили аптеку, но во время полицейской погони на скорости врезались в дерево и погибли на месте. Братьев Реммо похоронили на мусульманском кладбище мечети Шехитлик, на церемонии прощания присутствовали многочисленные гангстеры из Нойкёльна, Шёнеберга и Веддинга.
В октябре 2014 года несколько членов клана под руководством Тофика Реммо, брата Иссы, ограбили в берлинском районе Мариендорф сберегательный банк, похитив свыше 9 млн евро. Чтобы замести следы, грабители подожгли отделение, что привело к взрыву. Вскоре преступники были задержаны, в том числе в Италии, однако деньги исчезли (по версии полиции, брат одного из грабителей на украденные деньги купил в Берлине и окрестностях несколько квартир и земельных участков). В марте 2017 года члены клана, в том числе три племянника Иссы Реммо, ограбили Монетный кабинет музея Боде, унеся 100-килограммовую золотую монету стоимостью 3,7 млн евро. В мае 2017 года в районе Бриц Исмаил Реммо забил битой мужчину, который осмелился потребовать у его отца Иссы Реммо вернуть старый долг. Другой сын Иссы, Юсуф Реммо, был арестован за серию ограблений грузовых автомобилей, которые перевозили мебель, матрацы и электронику.
Весной 2018 года известный рэпер Bushido ушёл из под крыла авторитета Арафата Абу-Шакера под покровительство Ашрафа Реммо, что вызвало обострение ситуации в криминальном мире Берлина. В июле 2018 года берлинская полиция арестовала 77 объектов недвижимости, принадлежавших клану Реммо (квартиры, дома и земельные участки в Берлине и Бранденбурге на общую сумму 9,3 млн евро). Среди арестованных объектов оказался и роскошный особняк главаря клана Иссы Реммо, расположенный в районе Букков. Кроме того, 16 членов клана были обвинены в отмывании денег. В августе 2018 года полиция провела обыски в трёх берлинских квартирах, в том числе в квартире Ашрафа Реммо, которого подозревали в причастности к нападению на ресторан Арафата Абу-Шакера.
В том же августе 2018 года полиция провела новую облаву на членов клана Реммо, подозреваемых в торговле наркотиками. В районах Тиргартен и Кройцберг были задержаны братья Ибрагим и Али Реммо, у которых изъяли кокаин и марихуану. В октябре 2018 года члены клана Реммо бросили в витрину ресторана «Fish House» ручную гранату. Заведение принадлежало конкурентам Реммо из другого арабского клана. По подозрению в совершении этого преступления полиция арестовала двоих человек.
В январе 2019 года в Берлине начался судебный процесс над родными братьями Ахмедом и Вайчи Реммо, и их кузеном Виссамом Реммо, которые похитили золотую монету из музея Боде. В феврале 2020 года Земельный суд Берлина вынес приговор четырем похитителям: братья Реммо получили по 4,5 года тюрьмы каждый, их сообщник, который в момент кражи работал сторожем в музее, получил 3 года и 4 месяцам лишения свободы, а четвертый обвиняемый был оправдан.
В ноябре 2020 года старый конфликт между кланом Реммо и чеченцами вылился в нападения и массовые драки с применением холодного оружия, в ходе которых ранения получили 11 человек. 7 ноября около тридцати молодых чеченцев разгромили магазин семьи Реммо в берлинском районе Нойкёльн, в результате чего пострадали три человека. Вскоре после этого члены клана Реммо с ножами напали на чеченцев в северной части Берлина, а на следующий день избили ещё двух чеченцев. 11 ноября сирийский боксёр Мануэль Чарр попытался выступить посредником в этом конфликте, однако чеченцы отрицали встречу с ним в мечети Нойкёльна.
17 ноября 2020 года полиция провела в Берлине масштабную спецоперацию, в ходе которой были задержаны трое членов клана Реммо, подозреваемые в краже драгоценностей из дрезденской коллекции «Зелёный свод» (25 ноября 2019 года из Дрезденского замка были украдены произведения искусства стоимостью около одного миллиарда евро). Кроме того, полиция объявила в розыск 21-летних братьев-близнецов Абдул-Маджида и Мохаммеда Реммо, которые также принимали участие в ограблении, но успели скрыться. 14 декабря 2020 года полицейский спецназ задержала в берлинском районе Нойкёльн разыскиваемого Мохаммеда Реммо.
18 февраля 2021 года около 500 сотрудников берлинской полиции провели масштабную операцию против преступного клана Реммо. Бойцы спецназа обыскали более 20 домов, квартир и магазинов в Берлине, а также склад в Бранденбурге. В ходе обысков изъяты имущество и ценности на общую сумму 300 тысяч евро. Двое подозреваемых арестованы по обвинению в организованном обороте наркотиков и оружия. 17 мая 2021 года в берлинском районе Нойкёльн полиция задержала Абдул-Маджида Реммо. Процесс над бандой братьев Реммо стартовал в январе 2022 года. 16 мая 2023 года суд в Дрездене признал виновными пятерых фигурантов дела об ограблении сокровищницы «Зеленый свод» и приговорил их к тюремным срокам. Шестой обвиняемый, проходивший по делу, был оправдан.

### Мири
Ливанский клан Мири влиятелен в берлинском районе Нойкёльн (особенно в кварталах вдоль Солнечной аллеи), а также в Бремене, Ганновере, Эссене и Дортмунде (кроме того, ячейки семьи есть во многих немецких тюрьмах). Костяк клана составляют арабоязычные курды мхаллами из района Савур, которые через Ливан бежали в Германию. Фактически, берлинская ветвь находится в подчинении у боссов из Бремена, где проживает около 3 тыс. членов клана Мири. Представители клана Мири промышляют торговлей наркотиками (особенно кокаином и марихуаной), рецептурными лекарствами и оружием, грабежами, вымогательством платы за «защиту», мошенничеством, контролируют проституцию и ночные клубы, запугивают свидетелей и убивают «неугодных». Добытые преступным путём деньги члены клана инвестируют в кафе, магазины, гостиницы и бензоколонки, часть доходов переводят родственникам в Турцию и Ливан.
У членов клана Мири сильны криминальные традиции. С детства мальчикам внушают, что главное — это слушаться приказов старших членов клана и игнорировать представителей немецкой власти, что вокруг все враги и можно положиться только на клан, что нужно презирать всех немусульман, что немцы — это «добыча» и против них можно применять силу. Уже в школах подростки из клана Мири вымогают у одноклассников мобильные телефоны, украшения и брендовую одежду. Старших мальчиков члены клана активно привлекают к торговле наркотиками, нападениям и грабежам. Примером для подростков служат их отцы, дяди и старшие братья, которые без образования зарабатывают большие деньги с помощью криминала. Хуже всего интегрируются подростки, не имеющие немецкого гражданства.

### Омейрат
Клан Омейрат состоит из арабоязычных курдов из Турции, которые бежали в Германию через Ливан. Клан влиятелен в Берлине (Нойкёльн) и Рурской области (Ор-Эркеншвик, Рекклингхаузен). Члены клана промышляют торговлей наркотиками, вымогательством, грабежами и кражами, владеют ночными клубами, кальянными, магазинами и кафе.

## Спорт и шоу-бизнес

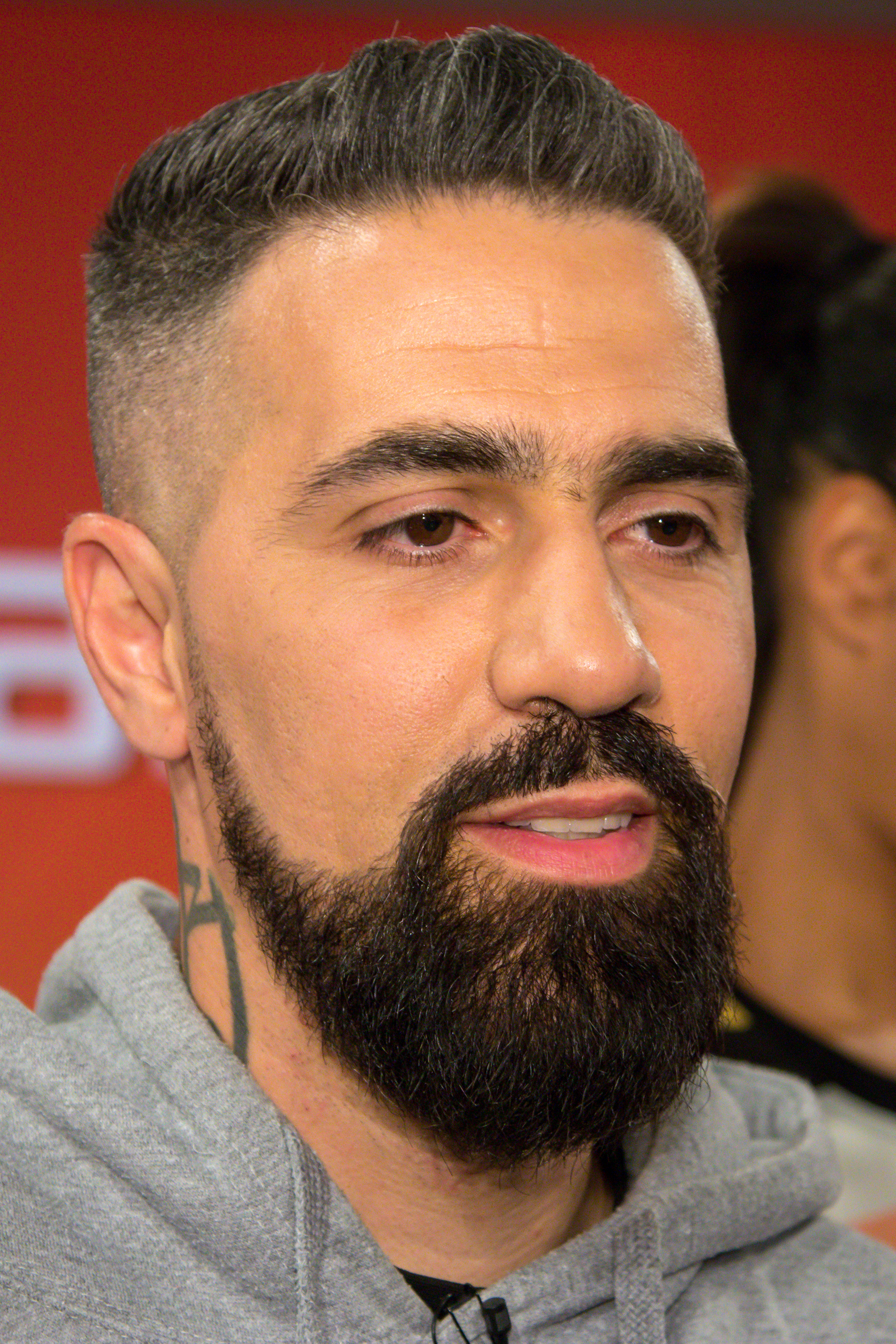
Рэпер Bushido

Представители арабских кланов поддерживают дружеские или деловые отношения со многими знаменитостями Германии, особенно с рэперами, бойцами смешанных боевых искусств и боксёрами (выступают в качестве их менеджеров, промоутеров и охранников). Многие известные немецкие рэперы, например Bushido, Kay One, Veysel, Massiv, Dapharao и Azizz21, тесно связаны с арабскими кланами Берлина. Артисты часто появляются с гангстерами на различных музыкальных мероприятиях, снимают их в своих видеоклипах, а иногда даже упоминают в своих песнях реальные имена криминальных авторитетов.
Повседневная жизнь и криминальная деятельность арабской мафии в Берлине изображена в популярном немецком телевизионном сериале «4 квартала». Первый сезон сериала вышел на экраны в 2017 году, второй сезон — в 2018 году, третий — в 2019 году.

## Комментарии
1. ↑  В русскоязычных источниках преобладает термин «арабская мафия», немецкие источники предпочитают называть эти структуры «арабские кланы» и «арабские большие семьи».